# La Femme aux araignées
Série des films avec Basil Rathbone dans le rôle de Sherlock Holmes
Échec à la mort
(1943) La Griffe sanglante
(1944)
Pour plus de détails, voir Fiche technique et Distribution.
La Femme aux araignées, également appelé La Femme à l'araignée ou Sherlock Holmes et la femme à l'araignée (titre original :Spider Woman) est un film américain de Roy William Neill, sorti en 1944.
Il s’agit du septième film avec Basil Rathbone et Nigel Bruce dans les rôles respectifs de Sherlock Holmes et du docteur Watson.
Un doublage a été effectué pour l'ORTF, en 1959[réf. nécessaire].

## Synopsis
Alors que Londres est frappée par une vague de suicides inexplicables, Sherlock Holmes se fait passer pour mort afin de résoudre cette énigme en toute discrétion. Persuadé que les suicides sont en fait des meurtres, le détective prend l'identité de Rajni Singh, un militaire indien à la retraite, et démasque une bande de malfrats emmenée par l'intrigante et séduisante Andrea Spedding.

## Fiche technique
- Titre original : Spider Woman ; Sherlock Holmes and the Spider Woman
- Titre : La Femme aux araignées (titre de première exploitation) ; La Femme à l'araignée ; Sherlock Holmes et la femme à l'araignée
- Réalisation : Roy William Neill
- Scénario : Bertram Millhauser d'après Arthur Conan Doyle
- Direction artistique : John B. Goodman, Martin Obzina
- Costumes : Vera West
- Image : Charles Van Enger
- Son : Bernard B. Brown
- Montage : William Austin
- Musique : Hans J. Salter
- Production : Roy William Neill
- Société de production : Universal Pictures
- Pays de production : Grande-Bretagne
- Langue : anglais
- Format : Noir et blanc - 35 mm - 1,37:1 - son monophonique
- Genre : Film policier
- Durée : 63 min.
- Date de sortie :
  - États-Unis : 21 janvier 1944

## Distribution
- Basil Rathbone (V.F : Jean-Henri Chambois) : Sherlock Holmes
- Nigel Bruce (V.F : Émile Duard) : Docteur Watson
- Gale Sondergaard (V.F : Claire Guibert) : Andrea Spedding
- Vernon Downing : Norman Locke
- Dennis Hoey (V.F : Lucien Bryonne) : Inspecteur Lestrade
- Alec Craig : Radlik, alias Mathew Ordway
- Arthur Hohl : Adam Gilflower
- Mary Gordon : Mrs Hudson
- Teddy Infuhr : Larry

Acteurs non crédités :
- Stanley Logan : Robert
- Angelo Rossitto : Obongo
- Edmund Mortimer

## Autour du film
Tourné pendant la Seconde Guerre mondiale, La Femme aux araignées s'éloigne de la propagande anti-nazie très fréquente dans les Sherlock Holmes de cette époque.